# 東長江インターチェンジ
東長江インターチェンジ（ひがしながえインターチェンジ）は、石川県金沢市にある国道159号（国道249号と重複）金沢外環状道路山側幹線（金沢東部環状道路、通称・山側環状）のインターチェンジである。

## 概要
- フルインターチェンジである。
- 当インターチェンジのランプウェイを経て平面交差する、東長江交差点から西に200m離れた御所町東交差点の間の石川県道210号清水小坂線は、当インターチェンジの供用開始から片側2車線であるものの、各交差点のレーンが限られていることなどから、双方向ともに渋滞が激しい[要出典]。
- 金沢東部環状道路は自動車専用道路ではないものの、歩行者や自転車、軽車両の乗り入れを制限する看板を掲げている。ただし、このインターチェンジから鈴見交差点にかけては、自転車の通行も可能な歩道が整備されており、昼夜問わず誰でも自由に通ることが出来る。

## 歴史
- 2003年3月24日 : 東長江IC - 鈴見交差点（現・鈴見IC）間開通
- 2006年4月15日 : 金沢森本IC - 東長江IC間開通
- 2012年12月19日 : 東長江IC - 鈴見IC間 4車線化
- 2017年12月9日 : 神谷内IC - 東長江IC間 4車線化[1]

## 道路
- 国道159号（国道249号と重複）金沢外環状道路山側幹線（金沢東部環状道路、通称・山側環状）

## 接続する道路
- 石川県道210号清水小坂線

## 周辺
- 金沢市立夕日寺小学校
- 石川県立金沢桜丘高等学校
- 星稜高等学校・中学校
- 星稜女子短期大学
- 金沢星稜大学
- 御所ニュータウン
- 山王団地

## 隣
金沢外環状道路
金沢森本IC - 神谷内IC - 東長江IC - 鈴見IC